# Fatal
Fatal是日本雙人樂團GEMN的單曲，該樂團由日本歌手中島健人和木谷龍也組成。單曲在2024年7月4日由日本索尼音樂娛樂發行。本曲亦為電視動畫《【我推的孩子】》第2季的片頭曲。

## 背景與發行
2024年5月26日，日本動畫《【我推的孩子】》公開了第2季的首支預告片，透露了動畫第2季的片頭曲是由GEMN演唱的Fatal，但沒有提供任何有關歌手的詳細資訊。同一天，GEMN的官方網站也正式上線，畫面中的倒數計時器開始倒數，表示即將公布更多新的消息，包括成員的資訊、部分歌詞和專輯注釋。歌手的身份在6月30日揭曉，是中島健人和木谷龍也，同時公布了歌曲的發行日期為2024年7月4日。

## 音樂錄影帶
Fatal的音樂錄影帶於2024年7月5日在木谷龍也的YouTube頻道上首播。該影片在韓國拍攝，由Etui Colletive的金宇哲執導。影片展示了中島健人和木谷龍也在多樣化的場景中的舞蹈表演。

## 排行榜
| 排行榜（2024年）                | 最高位 |
| ------------------------------- | ------ |
| 全球（Billboard Global 200）    | 157    |
| 日本（Japan Hot 100）           | 8      |
| 日本（《告示牌》Hot Animation） | 3      |
| 日本（Oricon合算單曲榜）        | 10     |

## 來源
1. ↑  . MANTANWEB. 2024-05-26  [2024-07-06]. （原始内容存档于2024-07-05） （日语）.
2. ↑  . The First Times. 2024-06-02  [2024-07-06]. （原始内容存档于2024-07-05） （日语）.
3. ↑  . Encount. 2024-06-09  [2024-07-06]. （原始内容存档于2024-07-05） （日语）.
4. ↑  . Music Natalie. 2024-06-16  [2024-07-06]. （原始内容存档于2024-06-17） （日语）.
5. ↑  . Oricon. 2024-06-24  [2024-07-06]. （原始内容存档于2024-07-05） （日语）.
6. ↑  . Modelpress. 2024-06-30  [2024-07-06] （日语）.
7. ↑  . Skream!. 2024-07-05  [2024-07-06]. （原始内容存档于2024-07-05） （日语）.
8. ↑  . Billboard.   [2024-07-18]. （原始内容存档于2024-07-18） （英语）.
9. ↑  . Billboard Japan.   [2024-07-17]. （原始内容存档于2024-09-26） （日语）.
10. ↑  . Billboard Japan.   [2024-07-24]. （原始内容存档于2024-12-22） （日语）.
11. ↑  . Oricon.   [2024-07-18]. （原始内容存档于2024-07-18） （日语）.

## 外部連結
- YouTube上的《【我推的孩子】》第2季無字幕片頭曲Fatal影片